# 耶拉汉卡
耶拉汉卡（英語：Yelahanka），是印度卡纳塔克邦Bangalore县的一个城镇。总人口93263（2001年）。

## 人口
该地2001年总人口93263人，其中男性50070人，女性43193人；0—6岁人口10657人，其中男5508人，女5149人；识字率74.52%，其中男性为80.04%，女性为68.12%。